# گمینا لوبسکو
گمینا لوبسکو (به لهستانی:  Gmina Lubsko) یک گمینا در لهستان است که در شهرستان ژاری واقع شده‌است.
 گمینا لوبسکو ۱۸۲٫۶۹ کیلومتر مربع مساحت و ۱۹٬۳۶۰ نفر جمعیت دارد.